# Xu Shiyan
Xu Shiyan (chinesisch 徐仕妍; * 15. März 1997) ist eine chinesische Judoka, die bei Asienmeisterschaften eine Gold- und eine Silbermedaille erkämpfte.

## Sportliche Karriere
Xu Shiyan startet im Schwergewicht. Sie war ab 2018 bei internationalen Turnieren aktiv, der Durchbruch gelang ihr 2021.
Im März 2021 gewann sie beim Grand-Slam-Turnier in Tiflis, als sie im Finale die Portugiesin Rochele Nunes bezwang. Eine Woche später erreichte sie auch beim Grand Slam in Antalya das Finale, unterlag aber dann der Israelin Raz Hershko. Eine weitere Woche später siegte Xu bei den Asien-Ozeanien-Meisterschaften in Bischkek.
Bei den Olympischen Spielen in Tokio besiegte sie in ihrem Auftaktkampf die Deutsche Jasmin Grabowski und im Achtelfinale die Tunesierin Nihel Cheikh Rouhou. Im Viertelfinale unterlag Xu der Kubanerin Idalys Ortíz. Nach einem kampflosen Sieg in der Hoffnungsrunde gegen die nicht angetretene Brasilianerin Maria Suelen Altheman verlor Xu den Kampf um Bronze gegen Irina Kindzerska aus Aserbaidschan.
Ein Jahr später unterlag Xu Shiyan der Japanerin Akira Sone im Finale der Asienmeisterschaften 2022. Bei den Weltmeisterschaften in Taschkent schied Xu in der ersten Runde gegen Larisa Cerić aus Bosnien und Herzegowina aus. 2023 verlor Xu das Finale beim Grand Slam in Taschkent gegen die Japanerin Wakaba Tomita. Bei den Weltmeisterschaften in Doha bezwang sie im Viertelfinale die Italienerin Asya Tavano. Im Halbfinale unterlag sie der Französin Julia Tolofua, den Kampf um Bronze entschied Raz Hershko für sich. Damit belegte Xu den fünften Platz. Einen Monat später besiegte Xu im Finale des Grand-Slam-Turniers in Astana die Niederländerin Marit Kamps. Bei den 2023 ausgetragenen Asienspielen 2022 in Hangzhou gewann sie die Silbermedaille, nachdem sie im Finale Kim Ha-yun unterlegen war. In der Mannschaftskonkurrenz sicherte sie sich mit der chinesischen Mannschaft außerdem die Bronzemedaille. 2024 bei den Weltmeisterschaften in Abu Dhabi unterlag Xu im Viertelfinale der Türkin Kayra Özdemir. Im Kampf um Bronze verlor die Chinesin gegen die zweite Türkin Hilal Öztürk. Bei den Olympischen Spielen 2024 in Paris schied Xu Shiyan im Achtelfinale gegen Akira Sone aus.